# Pinheiro (Castro Daire)
Pinheiro es una freguesia portuguesa del concelho de Castro Daire, con 19,03 km² de superficie y 868 habitantes (2001). Su densidad de población es de 45,6 hab/km².